# Totem
Een totem is een natuurlijk of bovennatuurlijk voorwerp, wezen of dier dat persoonlijke symbolische betekenis voor een individu heeft en met wiens fenomenen en energie men zich sterk verbonden voelt.
Het woord totem is van inheemse Amerikaanse oorsprong; het woord is afgeleid van het Algonkische woord odoodem, dat 'familie-teken' betekent. Bij de Anishinaabeg uit het Amerikaanse Grote Merengebied wordt men geboren in de totemclan van de vader, die door een dier, vogel of vis wordt vertegenwoordigd. Totems komen echter niet alleen in Amerika voor, maar ook bij de Siberische volkeren waarvan de Amerikaanse indianen afstammen.
Een vereenvoudigd dramatisch voorbeeld van dit geloof in de praktijk is de Walt Disney-film Brother Bear. In de film ontvangt een jongen van een proto-Inuit-stam een totem van de Beer, die liefde vertegenwoordigt. Hoewel hij hem aanvankelijk verwerpt, blijkt tegen het eind van het verhaal dat hij meer idealen bereikt dan iedereen voor mogelijk achtte.